# 冕齒獸屬
冕齒獸屬（學名：Diademodon）是已滅絕合弓綱的一屬，屬於獸孔目的犬齒獸亞目，被估計完整身長約2公尺長，可能是雜食性動物。

化石發現於南非的卡魯盆地，以及阿根廷的門多薩省，

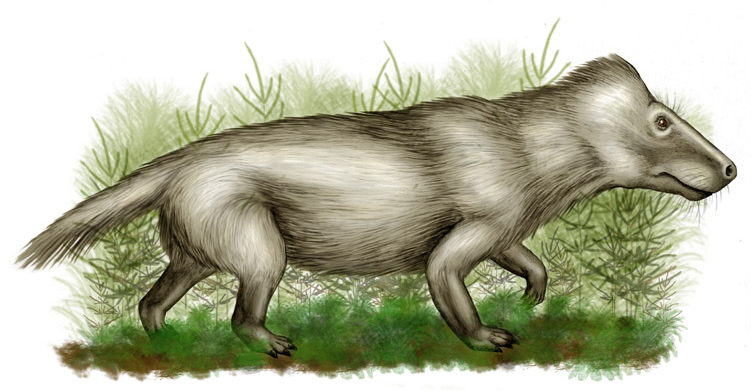
冕齒獸的想像圖

冕齒獸是在1894年由哈利·絲萊（Harry Seeley）敘述、命名，模式種是Diademodon tetragonus，當時化石只發現於南非的卡魯盆地。在1979年，A. S. Brink將新發現的化石，命名為新種。但該種目前被認為是模式種的異名。近年在阿根廷門多薩省的Rio Seco de la Quebrada組第層，也發現冕齒獸的化石，地質年代也屬於三疊紀中期。
冕齒獸具有長而狹窄口鼻部、大型顳顬孔（Temporal fenestrae）、高矢狀脊（Sagittal crest）、粗壯的顴弧（Zygomatic arches）。上頜有4顆門齒形牙齒、下頜有3顆，上下頜有明顯的犬齒形牙齒，犬齒後方有16顆多齒冠的牙齒。冕齒獸的屬名意為「王冠牙齒」，即意指其臼齒的齒冠形狀。
冕齒獸的演化位置有兩種版本，一個是Probainognathus、Exaeretodon、三瘤齒獸科、摩爾根獸、哺乳動物所屬演化支的姊妹分類單元；另一個則是將冕齒獸、Exaeretodon、三瘤齒獸科歸類於犬頜獸類演化支，但不包含Probainognathus、摩爾根獸、哺乳動物。